# Rüdiger Schnuphase
Rüdiger Schnuphase (Werningshausen, 23 de Janeiro de 1954) é um ex-futebolista profissional alemão que atuava no meio-campo, medalhista de prata olímpico em Moscou 1980.

## Carreira
Rüdiger Schnuphase atuou em sua carreira no Rot-Weiß Erfurt e no Carl Zeiss Jena, ele fez parte do elenco da Alemanha Oriental, na Copa do Mundo de 1974.